# Многоголосая пересмешка
Многоголосая пересмешка (лат. Hippolais polyglotta) — певчая птица из семейства Acrocephalidae.

## Описание
Многоголосая пересмешка длиной примерно 13 см, размах крыльев составляет  17,5—20 см, а масса  примерно 10—13 г. По сравнению с другими пересмешками у неё относительно короткий клюв.
В целом вид очень похож на зелёную пересмешку. Верхняя часть тела зеленовато-коричневого цвета, нижняя часть тела светло-жёлтая. Ноги коричневатые. Уздечка, окологлазное кольцо и клюв светлые. Половой диморфизм не выражен, оперение самца часто более интенсивное. Окрас оперения молодых птиц более бледный.

## Распространение
Область распространения многоголосой пересмешки простирается от Северной Африки через Иберийский полуостров, Италию и Францию на северо-восток до Бельгии, юго-запад Германии и Швейцарии.

## Размножение

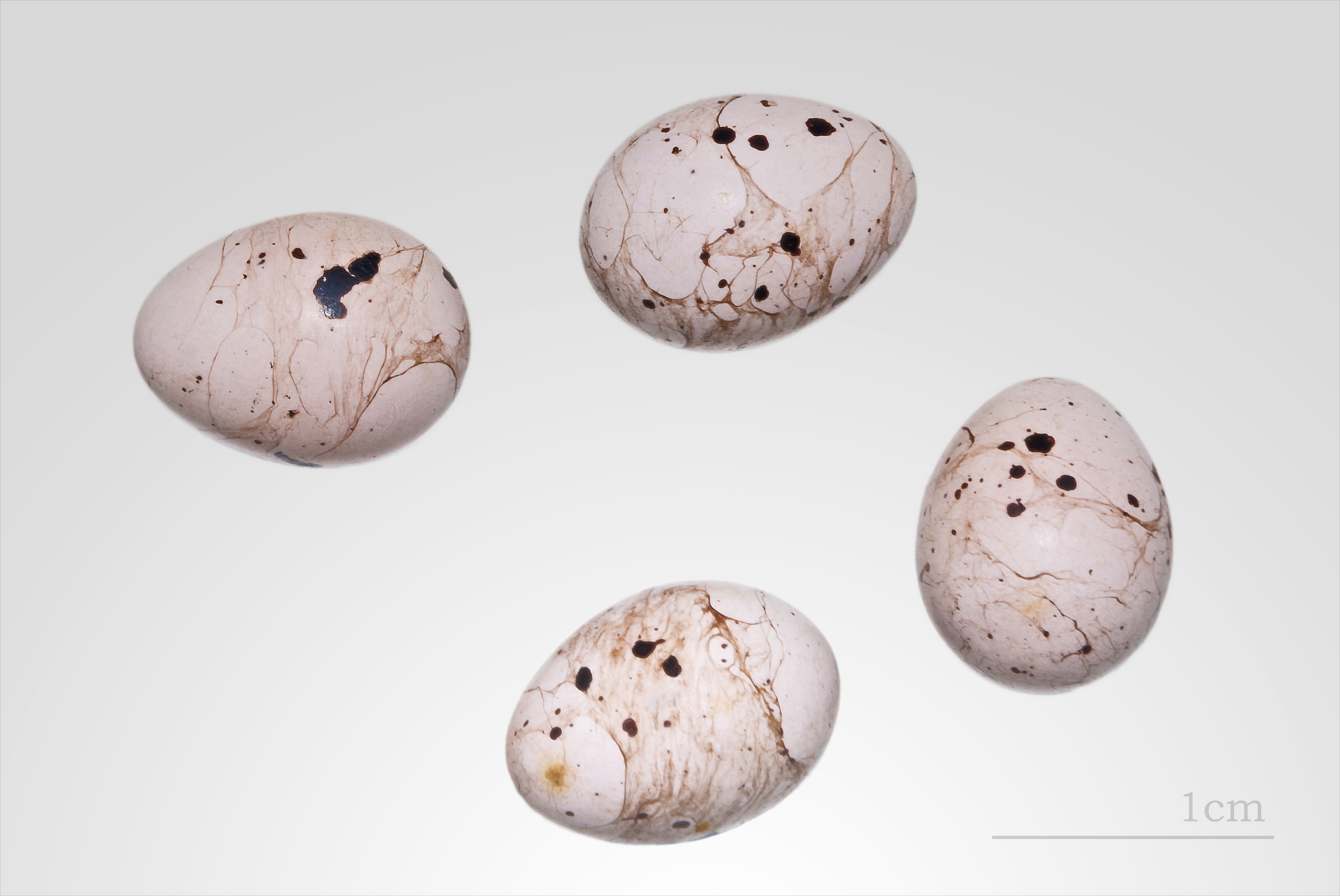
Hippolais polyglotta

После прибытия к месту гнездования в начале мая самцы начинают петь. После спаривания самка выбирает место для будущего гнезда. Гнездо из травы и тонких корней строится часто на высоте от 1 до 2 м над землей в густом кусте или на невысоком дереве. 
В то время как самка в течение 12—14 дней высиживает 3—5 серо-зелёных яйца, самец снабжает её насекомыми. После появления на свет птенцов самка также принимает участие в их кормлении. В возрасте 11—13 дней птицы становятся самостоятельными. Еще в течение как минимум 14-и дней их продолжают кормить оба родителя.